# CONCACAF Champions’ Cup 2008
Der CONCACAF Champions’ Cup 2008 ist die 43. Auflage des jährlichen Klub-Fußball-Wettbewerbs der CONCACAF-Region. Das gesamte Turnier wurde zwischen dem 13. März und 30. April 2008 im K.-o.-System mit Hin- und Rückspiel ausgetragen. Eine Auswärtstorregel gab es nicht. Nach dieser Austragung wurde der CONCACAF Champions' Cup eingestellt und durch die CONCACAF Champions League abgelöst.
Der mexikanische Klub CF Pachuca konnte seinen Titel aus dem Vorjahr verteidigen, im Finale besiegte man Deportivo Saprissa mit 3:2 in der Addition. Pachuca nimmt als Vertreter der CONCACAF an der FIFA-Klub-Weltmeisterschaft 2008 teil.

## Qualifizierte Mannschaften

### Mexiko
- CF Pachuca – Meister Clausura 2007
- CF Atlante – Meister Apertura 2007

### Vereinigte Staaten
- Houston Dynamo – Sieger des MLS Cup 2007
- D.C. United – Sieger des MLS Supporters' Shield 2007

### Zentralamerika
- CD Motagua – Sieger der Copa Interclubes UNCAF 2007
- Deportivo Saprissa – Zweiter der Copa Interclubes UNCAF 2007
- CSD Municipal – Dritter der Copa Interclubes UNCAF 2007

### Karibik
- Harbour View FC – Sieger der CFU Club Championship 2007

## Turnierergebnisse

### Viertelfinale
| Datum             |                 | Gesamt |                    | Hinspiel  | Rückspiel |
| ----------------- | --------------- | ------ | ------------------ | --------- | --------- |
| 12.03. / 19.03.08 | CSD Municipal   | 1:3    | Houston Dynamo     | 0:0       | 1:3 (0:0) |
| 13.03. / 20.03.08 | CF Atlante      | 2:4    | Deportivo Saprissa | 2:1 (1:1) | 0:3 (0:2) |
| 13.03. / 20.03.08 | CD Motagua      | 0:1    | CF Pachuca         | 0:0       | 0:1 (0:1) |
| 12.03. / 18.03.08 | Harbour View FC | 1:6    | D.C. United        | 1:1 (0:1) | 0:5 (0:1) |

### Halbfinale
| Datum             |                | Gesamt |                    | Hinspiel  | Rückspiel |
| ----------------- | -------------- | ------ | ------------------ | --------- | --------- |
| 02.04. / 09.04.08 | Houston Dynamo | 0:3    | Deportivo Saprissa | 0:0       | 0:3 (0:1) |
| 01.04. / 09.04.08 | CF Pachuca     | 3:2    | D.C. United        | 2:0 (0:0) | 1:2 (0:0) |

### Finale

#### Hinspiel
| Deportivo Saprissa                                         | Deportivo Saprissa | CF Pachuca | CF Pachuca |
| ---------------------------------------------------------- | --- | --- | ---------- |
| Deportivo Saprissa                                         | \| Hinspiel \| \| 23. April 2008 in San José (Estadio Ricardo Saprissa Aymá) \| \| Ergebnis: 1:1 (0:0) \| \| Zuschauer: 22.500 \| \| Schiedsrichter: Carlos Batres ( Guatemala) \| | \| Hinspiel \| \| 23. April 2008 in San José (Estadio Ricardo Saprissa Aymá) \| \| Ergebnis: 1:1 (0:0) \| \| Zuschauer: 22.500 \| \| Schiedsrichter: Carlos Batres ( Guatemala) \| | CF Pachuca |
| Deportivo Saprissa                                         | Keylor Navas – Víctor Cordero (Kapitän), Rónald Gómez, Andrés Nuñez, Gabriel Badilla, José Luis López Ramírez (52. Try Bennett), Jervis Drummond, Jairo Arrieta (27. Cesar Elizondo Quesada), Celso Borges, Armando Alonso (76. Ever Alfaro), Michael Barrantes Cheftrainer: Jeaustin Campos | Miguel Calero (Kapitän) – Leobardo López, Julio Manzur, Jaime Correa, Damián Álvarez (73. Paul Nicolás Aguilar), Gabriel Caballero, Fernando Salazar, Marvin Cabrera, Luis Gabriel Rey (79. Juan Carlos Cacho), Fausto Pinto, José Francisco Torres (62. Christián Giménez) Cheftrainer: Enrique Meza | CF Pachuca |
| Deportivo Saprissa                                         | 1:1 Víctor Cordero (89.) | 0:1 Luis Gabriel Rey (47.) | CF Pachuca |
| Deportivo Saprissa                                         | Try Bennett (90.+) | Miguel Calero (55.), Marvin Cabrera (63.) | CF Pachuca |
| Hinspiel                                                   | | |            |
| 23. April 2008 in San José (Estadio Ricardo Saprissa Aymá) | | |            |
| Ergebnis: 1:1 (0:0)                                        | | |            |
| Zuschauer: 22.500                                          | | |            |
| Schiedsrichter: Carlos Batres ( Guatemala)                 | | |            |

#### Rückspiel
| CF Pachuca                                  | CF Pachuca | Deportivo Saprissa | Deportivo Saprissa |
| ------------------------------------------- | --- | --- | ------------------ |
| CF Pachuca                                  | \| Rückspiel \| \| 30. April 2008 in Pachuca (Estadio Hidalgo) \| \| Ergebnis: 2:1 (1:0) \| \| Zuschauer: 30.000 \| \| Schiedsrichter: Mauricio Navarro ( Kanada) \| | \| Rückspiel \| \| 30. April 2008 in Pachuca (Estadio Hidalgo) \| \| Ergebnis: 2:1 (1:0) \| \| Zuschauer: 30.000 \| \| Schiedsrichter: Mauricio Navarro ( Kanada) \| | Deportivo Saprissa |
| CF Pachuca                                  | Miguel Calero (Kapitän) – Leobardo López, Julio Manzur, Jaime Correa, Damián Álvarez (65. Fernando Salazar), Gabriel Caballero, Marvin Cabrera, Carlos Gerardo Rodríguez, Luis Gabriel Rey (82. Juan Carlos Cacho), Christián Giménez, (78. Andrés Chitiva), Fausto Pinto Cheftrainer: Enrique Meza | Keylor Navas – Víctor Cordero (Kapitän), Rónald Gómez, Andrés Nuñez, Gabriel Badilla (49. Alejandro Alpizar), José Luis López Ramírez (65. Pablo Brenes), Jervis Drummond, Celso Borges, Armando Alonso, Try Bennett (56. Jairo Arrieta), Michael Barrantes Cheftrainer: Jeaustin Campos | Deportivo Saprissa |
| CF Pachuca                                  | 1:0 Christián Giménez (3.) 2:0 Luis Gabriel Rey (53.) | 2:1 Jairo Arrieta (90.+) | Deportivo Saprissa |
| CF Pachuca                                  | Rónald Gómez (31.), Gabriel Badilla (51.), Pablo Brenes (74.), Alejandro Alpizar (86.) | | Deportivo Saprissa |
| Rückspiel                                   | | |                    |
| 30. April 2008 in Pachuca (Estadio Hidalgo) | | |                    |
| Ergebnis: 2:1 (1:0)                         | | |                    |
| Zuschauer: 30.000                           | | |                    |
| Schiedsrichter: Mauricio Navarro ( Kanada)  | | |                    |